# Hüffler
Hüffler ist eine Ortsgemeinde im Landkreis Kusel in Rheinland-Pfalz. Sie gehört der Verbandsgemeinde Oberes Glantal an.

## Geographie
Das Straßendorf Hüffler liegt im Bledesbachtal (volkstümlich auch Saubeerdal genannt) entlang der Landesstraße 360. Die Höhe der Talsohle beträgt 310 m. Das Gelände steigt auf beiden Seiten des Ortes etwas an. Die höchste Erhebung ist der Dillmeßrech mit 390 m. Sie wird am höchsten Punkt von der Bundesautobahn 62 durchschnitten.

## Geschichte

### Entwicklung bis zum Mittelalter
Bei Ausgrabungen anlässlich des Autobahnbaus wurden entlang der „Römerstraße“, die eine Breite von bis zu zwölf Meter hatte und auf den Anhöhen östlich des Ortes in etwa 400 m verlief, römische Grabfunde gemacht. Im Grabungsgebiet auf der Gewanne Heidenhübel wurden Gruben von runder, trichterähnlicher Gestalt, gefüllt mit Asche, Steinen usw. entdeckt, die als Wohnplätze von Menschen aus der jüngeren Steinzeit angesehen werden. Kelten und später auch Römer dürften die ersten Siedler gewesen sein. Im Jahre 1930 wurden fünf Hünengräber mit Grabbeigaben aus der Vorrömerzeit freigelegt.
Im Jahre 1127 errichteten die Reimser Mönche auf dem nahen Remigiusberg bei Kusel eine Benediktinerpropstei, wodurch der Remigiusberg zum kirchlichen Mittelpunkt des gesamten Remigiuslandes wurde. Der Name „Hüffler“ wird im Kopialbuch (Buch für Abschriften von Urkunden) der Propstei St. Remigius im Jahre 1305 erstmals urkundlich erwähnt, als ein Schöffe mit Namen „Konradi“ aus Hüffler in einem Vertrag, den ein Ritter von Wadenau zu Gunsten der Propstei St. Remigius abgeschlossen hatte, als Zeuge genannt wird.
Lange gehörte Hüffler zum Remigiusland. Später kam Hüffler über die Veldenzer Herrschaft (1065–1444) zum Herzogtum Pfalz-Zweibrücken (1444–1797). Die Grafen von Veldenz erbauten um 1214 in der Nähe von Kusel die Burg Lichtenberg und übten von dort ihre Herrschaft aus. Im Jahr 1444 wurde die Region um Kusel, wozu auch Hüffler gehörte, zweibrückisch, da die Veldenzer Linie (Grafschaft) im Mannesstamm ausstarb.

### Neuzeit
Vor dem Dreißigjährigen Krieg (1618–1648) lag zwischen Hüffler und Wahnwegen noch der Ort Rindsweiler. Im Jahr 1609 hatte Rindsweiler 83 Einwohner. Das Wohngebiet Am Rindschweiler Berg deutet auf diese Ansiedelung hin. Nach dem Dreißigjährigen Krieg standen beide Dörfer leer. Die Bewohner waren vor den Soldaten geflüchtet und kehrten teilweise erst nach 20 Jahren wieder zurück. Rindsweiler wurde nach dieser Zeit nicht mehr aufgebaut.
Nach der Inbesitznahme des Linken Rheinufers durch französische Revolutionstruppen (1794) gehörte Hüffler von 1798 bis 1814 zum Kanton Kusel im Saardepartement und von 1804 an zum Französischen Kaiserreich. Aufgrund der auf dem Wiener Kongress (1815) getroffenen Vereinbarungen kam die Pfalz zunächst zu Österreich und im April 1816 aufgrund eines Tauschvertrages zum Königreich Bayern.
Am 1. April 1818 wurde das Landkommissariat Kusel im bayrischen Rheinkreis (Pfalz) gebildet. Dies war die Geburtsstunde des Landkreises Kusel, dem der Ort Hüffler seither angehört. Als kleinere Verwaltungseinheiten wurden Gemeindeverwaltungen und Bürgermeisterämter für mehrere kleinere räumlich zusammenliegende Orte gebildet. So gehörte zum Beispiel Hüffler zur Bürgermeisterei Quirnbach bis zum Jahre 1972, als durch eine Verwaltungsreform im Lande Rheinland-Pfalz die Verbandsgemeindeverwaltungen als größere Verwaltungseinheiten geschaffen wurden und Hüffler der neu gebildeten Verbandsgemeinde Glan-Münchweiler zugeteilt wurde.
Anfang des 19. Jahrhunderts ermöglichten Schürfrechte in zwei Kohlegruben „Am Berg“ und „Auf der Hube“ den Abbau von Steinkohle. Das Flöz von etwa 30 cm Stärke zählt erdgeschichtlich zu den Kuseler Schichten. Die Kohle dürfte durch den hohen Wassergehalt keine Qualitätskohle gewesen sein.

### Ortsname
Der Name Hüffler entwickelte sich über Hiffelers (1446) und Huffelers (1460) zu Hüfflers im Siegel von 1747. Zu Ende des 18. Jahrhunderts verlor der Name das auslautende -s.

## Politik

### Bürgermeister
Helge Schwab wurde 2009 Ortsbürgermeister von Hüffler. Bei der Direktwahl am 26. Mai 2019 wurde er für weitere fünf Jahre in seinem Amt bestätigt. Er wurde im Juni 2024 wiedergewählt.

## Wirtschaft
Aus alten Unterlagen geht auch hervor, dass bis 1879 in Hüffler eine Brauerei namens „Hornung“ in Betrieb war. Beim Bau des Schulhauses im Jahre 1963 stieß man auf einen in Sandstein gehauenen Bierkeller.
Im Jahre 1912 wurde mit dem Abbau von Hartsteinen im Steinbruch am Isack angefangen, der bis in die 1950er Jahre betrieben wurde. Es handelte sich um große, geschlossene Intrusivkörper des Melaphyrs, die bedeckt waren mit Ablagerungsgesteinen, die aus Sandsteinen, Schieferton und Kohlenschiefer bestehen. Dieser Melaphyrpilz, der bis nahe an die Oberfläche reicht, ist nur einmal auf der Gemarkung Hüffler zu finden. In einem Ring von 200–300 Metern um den Intrusivkörper befanden sich früher noch Sandsteinbrüche. Sie zeigen, dass die heißen Magmamassen nur hier in diesem Gebiet so hoch aufgedrungen sind und in der näheren Umgebung in tieferen Schichten ruhen. Die Entstehung dieser Intrusion ist erdgeschichtlich noch nicht festgestellt worden. Sie ist jedenfalls jünger als die Erdschichten, in die sie in schmelzflüssigem Zustand eingedrungen ist. Das Alter der umliegenden Rotliegenden Schichten beträgt rund 240 Millionen Jahre.
Die geologische Formation zählt zu den Kuseler Schichten, die im tiefsten Perm entstanden sind. In dem raschen Wechsel von Sandsteinen, Ton und Konglomeraten sind Arkosien eingelagert. Es sind verwitterte Feldspäte, die sich im Sandstein als bräunliche Flecken zeigen.

## Kultur, Vereine, Veranstaltungen
Hüffler besitzt ein ausgedehntes Freizeitgelände „Am Isak“, dem ehemaligen Schürfgebiet mit Camping-, Sport- und Tennisplätzen. Auch ein Angelweiher und Grillmöglichkeiten werden von ortsansässigen Vereinen und Touristen genutzt.
Zudem besitzt Hüffler einen Sportverein, den SV Hüffler mit einer Fußball- und einer Tennisabteilung. Fußball wurde bis zum Sommer 2008 auf einem Hartplatz gespielt. Nach dem 50-jährigen Bestehen des Vereins liefen in der Saison 2008/2009 die Umbaumaßnahmen zum Rasenplatz. Für die Tennisabteilung stehen zwei Sandplätze zur Verfügung.